# Lijst van rijksmonumenten in Utrecht (stad)/Maliesingel
De stad Utrecht telt in totaal 1.402 inschrijvingen in het rijksmonumentenregister. De Maliesingel telt 12 rijksmonumenten. Hieronder een overzicht.
| Object | Oorspronkelijke functie?  | Bouwjaar  | Architect                              | Locatie                  | Coördinaten?                | Nr.?   | Afbeelding        |
| --- | ------------------------- | --------- | -------------------------------------- | ------------------------ | --------------------------- | ------ | ----------------- |
| Herenhuis gebouwd in eclectische stijl met spijlen hekwerk waarin hardstenen penanten en een met het rechter pand verbonden gepleisterde muur met poortje | Woonhuis                  | 1863      |                                        | Maliesingel 12           | 52° 5' 29" NB, 5° 7' 41" OL | 514377 | Meer afbeeldingen |
| Drie geschakelde herenhuizen in één opzet | Woonhuis                  | -1905     | J.A. van Straaten jr.                  | Maliesingel 13, 14, 15   | 52° 5' 28" NB, 5° 7' 41" OL | 514378 | Meer afbeeldingen |
| Bouwblok van vier aaneengesloten herenhuizen met gepleisterde voorgevels in eclectische stijl                                                             | Woonhuis                  | 1876      |                                        | Maliesingel 18-20        | 52° 5' 26" NB, 5° 7' 42" OL | 514385 | Meer afbeeldingen |
| Bouwblok van drie aaneengesloten herenhuizen met gepleisterde voorgevels in eclectische stijl                                                             | Woonhuis                  | 1876      |                                        | Maliesingel 21           | 52° 5' 25" NB, 5° 7' 44" OL | 514389 | Meer afbeeldingen |
| Herenbrug | Brug                      | 1905      | Adriaan Dwars                          | Maliesingel tegenover 18 | 52° 5' 25" NB, 5° 7' 40" OL | 514266 | Meer afbeeldingen |
| Maliehuis | Handel en kantoor         | 19e eeuw  |                                        | Maliesingel 28A          | 52° 5' 23" NB, 5° 7' 49" OL | 36343  | Meer afbeeldingen |
| Hiëronymushuis: bejaarden- en weeshuis | Sociale zorg, liefdadigh. | 1874      |                                        | Maliesingel 77           | 52° 5' 4" NB, 5° 7' 44" OL  | 514277 | Meer afbeeldingen |
| Hiëronymushuis: beheerderswoning | Dienstwoning              | 1872      |                                        | Maliesingel 74           | 52° 5' 5" NB, 5° 7' 46" OL  | 514278 | Upload foto       |
| Hiëronymushuis: vrijstaande dienstwoning | Woonhuis                  | 1873      |                                        | Maliesingel bij 77       | 52° 5' 4" NB, 5° 7' 44" OL  | 514279 | Upload foto       |
| Hiëronymushuis: washuis | Nijverheid                | 1874      |                                        | Maliesingel bij 77       | 52° 5' 4" NB, 5° 7' 44" OL  | 514280 | Upload foto       |
| Hiëronymushuis: brug | Brug                      | 1873-1875 |                                        | Maliesingel bij 77       | 52° 5' 4" NB, 5° 7' 44" OL  | 514281 | Upload foto       |
| Abstederbrug | Brug                      | 1900-1901 | Ferdinand Jacob Nieuwenhuis (directie) | Tegenover Maliesingel 77 | 52° 5' 4" NB, 5° 7' 41" OL  | 514263 | Meer afbeeldingen |